# Unlimited!
Unlimited! é o terceiro álbum solo do líder da banda Zapp, Roger Troutman (creditado como "Roger") lançado em 1987.  Inclui uma cover da canção de James Brown de 1965, "Papa's Got A Brand New Bag," bem como o single de maior sucesso de Roger que alcançou o número um da parada R&B e número três da parada Billboard Hot 100), "I Want to Be Your Man."

## Lista de faixas
| N.º | Título                                      | Duração |  |
| 1.  | "I Want to Be Your Man"                     | 4:14    |  |
| 2.  | "Night and Day"                             | 4:19    |  |
| 3.  | "Been this Way Before (Rap)"                | 5:11    |  |
| 4.  | "Composition to Commemorate (May 30, 1918)" | 4:48    |  |
| 5.  | "Papa's Got a Brand New Bag"                | 3:45    |  |
| 6.  | "Thrill Seekers"                            | 4:50    |  |
| 7.  | "Tender Moments"                            | 4:19    |  |
| 8.  | "If You're Serious"                         | 4:24    |  |
| 9.  | "Private Lover"                             | 4:03    |  |
| 10. | "I Really Want to Be Your Man"              | 3:44    |  |
| 11. | "Bedistguitarist-A-Rown"                    | 3:13    |  |

## Créditos

### Músicos
- Roger Troutman: vocais, guitarra, teclados, sintetizador, baixo, congas, percussão, backing vocals
- Terry "Zapp" Troutman:[2] baixo, teclados, backing vocals
- Billy Beck: teclados, backing vocals
- Curtis Cowen: teclados
- Lester Troutman: bateria, congas, percussão
- Dale DeGroat: teclados
- Johnny Lytle: Vibrafone
- Carl Cowen, James Cameron: trompa
- Vocais adicionais: Clete Troutman, Mark Thomas, Nicole Cottom, Ray Davis, Shirley Murdock

### Produção
- Produtor: Roger Troutman
- Editor: Roger Troutman, Zapp Troutman, Curtis Cowen, Tony Jackson
- Mixagem: Roger Troutman, Zapp Troutman, Curtis Cowen, Tony Jackson
- Engenheiro [Edição, mixagem e gravação]- Curtis Cowen, Lester Troutman, Charles Jackson